# 100 Years Ago
Pour les articles homonymes, voir 100 Years Ago (chanson des Rolling Stones).
100 Years Ago est un tableau peint par Peter Doig en 2001. Cette huile sur toile représente un homme sur un canoë. Elle est conservée au musée national d'Art moderne, à Paris.